# Rhynchocyon
Il rincocione (Rhynchocyon, Peters, 1847)  è un genere di mammiferi della famiglia dei Macroscelididae.

## Tassonomia
Il genere Rhyncocyon comprende le seguenti specie:
- Rhynchocyon chrysopygus Günther, 1881 [1]
- Rhynchocyon cirnei Peters, 1847
- Rhynchocyon petersi Bocage, 1880
- Rhynchocyon stuhlmanni Matschie, 1893 [2]
- Rhynchocyon udzungwensis Rathbun e Rovero, 2008

La suddivisione si basa essenzialmente su differenze di colorazione del pelo e di distribuzione geografica dal momento che le differenze morfologiche e craniometriche tra le varie specie risultano minime. Da questo punto di vista i  Rhyncocyon possono essere considerati dei fossili viventi, morfologicamente molto simili ai loro progenitori del Miocene.

## Distribuzione

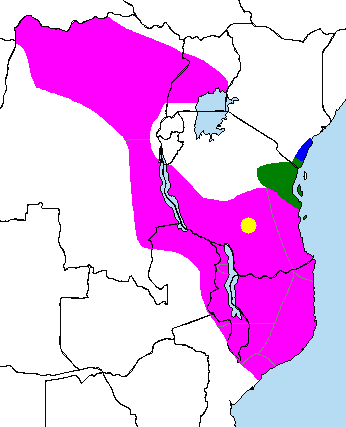
Distribuzione delle diverse specie:
Rhynchocyon udzungwensis
Rhynchocyon cirnei
Rhynchocyon petersi
Rhynchocyon chrysopygus

Rhynchocyon udzungwensis
     Rhynchocyon cirnei
     Rhynchocyon petersi
     Rhynchocyon chrysopygus